# 高桥镇 (大关县)
高桥镇，是中华人民共和国云南省昭通市大关县下辖的一个乡镇级行政单位。
2012年9月22日，云南省人民政府批复同意撤销高桥乡，设立高桥镇。

## 行政区划
高桥镇下辖以下地区：
高桥村、新开村、核桃村、甘河村、联盟村、新场村、太华村和车来村。